# Furio Steffè
Furio Steffè (Trieste, 9 maggio 1965) è un allenatore di pallacanestro italiano.

## Carriera

### Nei club
Fa il suo esordio come capo allenatore alla Pallacanestro Trieste, in Serie A. È subentrato a Mauro Stoch il 20 marzo 1996, sedendo sulla panchina triestina per 8 incontri. Nella stagione successiva viene confermato, e resta alla guida della squadra per tutta la stagione.
Dal 1997 al 2004 resta a Trieste come assistente di Cesare Pancotto e Luca Banchi, e dal 2004 guida nuovamente la squadra, rinata dopo il fallimento, in Serie B2.
In seguito allena ancora in Serie B1 la Nuova Pallacanestro Vigevano, poi in Serie A Dilettanti la Pallacanestro Palestrina e la Pallacanestro Lago Maggiore. Nella stagione 2011-12 allena la Liomatic Perugia Basket, ma viene sollevato dall'incarico a gennaio. Nel 2012-13 affianca Gianmarco Pozzecco sulla panchina dell'Upea Capo d'Orlando.
Dal 28 febbraio 2018 è il nuovo allenatore del Basket Oderzo in C Gold subentrando a Pietro Battistella (che diventa così vice allenatore declassato) mentre Pippo Campagnolo rassegna le dimissioni.

### In Nazionale
È assistente allenatore dell'Italia under 20 dal 2007, con una parentesi nel 2009 (quando fu sostituito da Massimiliano Oldoini).